# Engenharia de redes
A engenharia de redes é o campo tech que se dedica ao design, implementação, gestão e otimização de redes de computadores. Esta disciplina abrange desde redes locais (LANs) até redes globais (WANs) e é fundamental para garantir a interconectividade e o fluxo de dados eficiente entre diferentes sistemas e dispositivos. Com o grande crescimento da Internet e a demanda por comunicação digital, a engenharia de redes se tornou uma área essencial para o funcionamento da sociedade moderna.

## História
A engenharia de redes é uma área interdisciplinar que envolve engenharia de computação e telecomunicações, fundamentada na aplicação prática e teórica dessas disciplinas. Desde os anos 1950, diversos avanços tecnológicos foram cruciais para a evolução das redes. Um exemplo marcante foi a construção de uma rede para o sistema de radar SAGE do exército dos EUA, utilizando o modem Bell 101, o primeiro modem comercial, lançado em 1958.
Durante os anos 1960, surgiram alguns dos conceitos essenciais para a engenharia de redes, como a comutação de pacotes, introduzida por Leonard Kleinrock e viabilizada por Paul Baran e Donald Davies, e a ideia de uma rede de comunicação universal entre computadores, proposta por J. C. R. Licklider. Em 1969, o ARPANET, precursor da Internet, conectou seus primeiros pontos, estabelecendo as bases para a engenharia de redes moderna, com inovações em controle de fluxo, roteamento e design de software que continuam a influenciar a infraestrutura de redes atualmente.
Nos anos 1970, a introdução do protocolo TCP/IP (Transmission Control Protocol/Internet Protocol) foi um divisor de águas. Desenvolvido por Vinton Cerf e Robert Kahn, esse conjunto de protocolos permitiu a interoperabilidade entre redes diferentes, essencialmente criando a "rede das redes" que conhecemos hoje como Internet. A padronização do TCP/IP como o protocolo de comunicação da ARPANET em 1983 solidificou sua importância e deu início à transição para a Internet pública.
Com a década de 1980 veio a expansão da Internet para além dos círculos acadêmicos e militares. Redes locais (LANs) começaram a ser utilizadas em empresas e instituições, e a Ethernet se estabeleceu como o padrão dominante para a construção dessas redes, devido à sua eficiência e simplicidade, vencendo de suas concorrentes ARCNET e Token Ring. Durante este período, surgiram também os primeiros provedores de serviços de Internet (ISPs), permitindo que usuários comerciais e domésticos acessassem a rede global.
A década de 1990 foi um período de explosão no crescimento da Internet, impulsionado pela introdução da World Wide Web (WWW) e pelos navegadores web que tornaram a navegação na Internet acessível a um público mais amplo. A popularização da Web demandou uma infraestrutura de rede mais robusta e escalável, o que levou ao desenvolvimento de novas tecnologias de roteamento e comutação, assim como à criação de grandes backbones de Internet, que suportavam o tráfego crescente de dados em escala global.
O início do século XXI trouxe uma nova era na engenharia de redes, marcada pelo desenvolvimento das redes móveis, como o 3G e o 4G, que possibilitaram a conexão à Internet em praticamente qualquer lugar. A computação em nuvem, que começou a se consolidar durante esse período, também gerou novas demandas para as redes, exigindo soluções mais flexíveis e escaláveis.
A introdução de redes 5G e o avanço das tecnologias de virtualização, como as Redes Definidas por Software (SDN) e a Virtualização de Funções de Rede (NFV), têm transformado a engenharia de redes em uma disciplina ainda mais dinâmica. Essas inovações estão redefinindo como as redes são projetadas, implementadas e gerenciadas, permitindo maior automação, eficiência e capacidade de adaptação às necessidades de um mundo cada vez mais conectado.

## Fundamentos

### Modelos de referência
Os modelos de referência, como o Modelo OSI (Open Systems Interconnection) e o Modelo TCP/IP, são fundamentais para a compreensão da estrutura e do funcionamento das redes de comunicação. O Modelo OSI, desenvolvido pela Organização Internacional de Normalização (ISO), é composto por sete camadas, cada uma responsável por uma parte específica do processo de comunicação. Essas camadas vão desde a física, que lida com a transmissão de dados brutos através de meios físicos, até a aplicação, onde os dados são processados e apresentados aos usuários finais.
Já o Modelo TCP/IP, que é a base para a Internet, tem quatro camadas: aplicação, transporte, Internet e rede. Ele simplifica o processo de comunicação e é amplamente utilizado em redes de computadores modernas devido à sua eficácia e flexibilidade.

### Topologias de rede
A topologia de rede refere-se à disposição física ou lógica dos dispositivos em uma rede. As principais topologias incluem:
- A topologia em estrela, onde todos os dispositivos estão conectados a um único ponto central;
- A topologia em anel, onde cada dispositivo é conectado a dois outros formando um anel fechado;
- A topologia em barramento, onde todos os dispositivos compartilham uma única linha de comunicação;
- E a topologia em malha, onde cada dispositivo pode estar conectado a vários outros, oferecendo maior redundância e resiliência.

### Componentes de rede
Os principais componentes de uma rede incluem roteadores, switches, firewalls, servidores e pontos de acesso. Cada um desses componentes desempenha um papel crucial na operação e segurança da rede. Os roteadores, por exemplo, direcionam o tráfego entre redes diferentes, enquanto os switches conectam dispositivos dentro da mesma rede local. Firewalls são usados para proteger a rede contra acessos não autorizados, e os servidores armazenam e processam dados, fornecendo serviços essenciais como e-mail, web e aplicativos corporativos.

### Protocolos de redes
Os protocolos de rede são as regras que determinam como os dados são transmitidos, recebidos e interpretados em uma rede. Protocolos como o Internet Protocol (IP) são essenciais para o roteamento de pacotes de dados na Internet. Outros protocolos importantes incluem Transmission Control Protocol (TCP) para garantir a entrega confiável de dados, User Datagram Protocol (UDP) para transmissões rápidas mas não garantidas, e Hypertext Transfer Protocol (HTTP) que é a base da comunicação na web.

## Tecnologias de rede

### Redes locais (LANs)
As redes locais (LANs) são redes que conectam dispositivos em uma área geograficamente limitada, como um escritório, uma escola ou uma residência. A Ethernet é a tecnologia de LAN mais amplamente utilizada, proporcionando uma conexão de alta velocidade entre dispositivos. As LANs também podem incluir redes sem fio (Wi-Fi), que permitem a conexão de dispositivos sem a necessidade de cabos físicos.

### Redes de longa distância (WANs)
As redes de longa distância (WANs) conectam redes locais em diferentes espaços geográficos. As WANs são frequentemente utilizadas por empresas com filiais em cidades ou países distintos. Tecnologias como Multiprotocol Label Switching (MPLS) e Virtual Private Network (VPN) são comuns em WANs para garantir a segurança e a eficiência da comunicação de dados em grandes distâncias.

### Redes Definidas por Software (SDN)
As Redes Definidas por Software (SDN) são uma abordagem moderna para o design e a gestão de redes, onde o controle da rede é separado da infraestrutura física. Isso permite uma maior flexibilidade, automação e capacidade de adaptação às necessidades de negócios em constante mudança. Plataformas SDN populares incluem o OpenFlow e o Open Network Operating System (ONOS).

### Virtualização de Funções de Rede (NFV)
A Virtualização de Funções de Rede (NFV) permite que funções tradicionalmente realizadas por hardware dedicado, como firewalls, balanceadores de carga e roteadores, sejam implementadas em software, rodando em servidores comuns. Isso reduz custos e aumenta a flexibilidade na gestão da infraestrutura de rede.

### Redes móveis
As redes móveis incluem as tecnologias que suportam a comunicação de dados sem fio para dispositivos móveis. Desde o 3G até o atual 5G, essas redes têm evoluído para oferecer velocidades mais altas, menor latência e maior capacidade de suporte a dispositivos conectados, como smartphones, tablets e dispositivos IoT.

### Computação em nuvem
A integração de redes com a computação em nuvem é fundamental para a entrega de serviços de tecnologia modernos. As redes em nuvem permitem que dados e aplicativos sejam acessados de qualquer lugar, aumentando a flexibilidade e a escalabilidade das operações empresariais.

## Engenharia de tráfego e Qualidade de Serviço (QoS)

### Conceitos de QoS
A Qualidade de Serviço (QoS) refere-se às técnicas utilizadas para garantir que diferentes tipos de tráfego de rede recebam o nível apropriado de prioridade, garantindo que aplicações críticas, como videoconferências ou serviços de emergência, funcionem sem interrupções. Os principais parâmetros de QoS incluem latência, jitter e perda de pacotes.

### Técnicas de engenharia de tráfego
A engenharia de tráfego envolve o controle e otimização do fluxo de dados em uma rede para evitar congestionamentos e garantir o desempenho ideal. Técnicas como o balanceamento de carga e roteamento baseado em políticas são comumente utilizadas.

### Ferramentas de monitoramento e gestão de tráfego
Ferramentas como o Simple Network Management Protocol (SNMP) e sistemas de monitoramento de rede permitem que os administradores acompanhem o desempenho da rede e ajustem a configuração conforme necessário para manter a QoS.

## Segurança em redes

### Princípios de segurança
A segurança em redes é baseada em três princípios fundamentais: confidencialidade, integridade e disponibilidade. Esses princípios asseguram que os dados sejam acessados apenas por quem tem permissão (confidencialidade), que não sejam alterados indevidamente (integridade) e que os serviços de rede estejam disponíveis sempre que necessário (disponibilidade).

### Ameaças comuns
As redes estão sujeitas a várias ameaças, incluindo ataques Distributed Denial of Service (DDoS), phishing, e ataques de man-in-the-middle. Essas ameaças podem comprometer a segurança, a integridade e a disponibilidade dos dados.

### Mecanismos de proteção
Para proteger as redes, são utilizados firewalls, sistemas de detecção e prevenção de intrusões (IDS/IPS), e criptografia de dados. A implementação de políticas de segurança rigorosas é essencial para proteger contra ataques e vulnerabilidades.

### Segurança em redes móveis e IoT
As redes móveis e dispositivos IoT (Internet das Coisas) apresentam desafios específicos de segurança devido à sua natureza distribuída e, muitas vezes, limitada em termos de capacidade de processamento e armazenamento. Soluções de segurança específicas são necessárias para proteger essas redes e dispositivos.

## Arquitetura e projeto de redes
O planejamento de redes começa com o levantamento de requisitos e a análise do tráfego esperado, buscando entender as necessidades da organização para projetar uma rede capaz de suportar o volume de dados e as aplicações necessárias. Já o design de redes envolve a definição da arquitetura física e lógica, a escolha das tecnologias adequadas e o layout dos dispositivos, considerando topologias variadas e a integração de tecnologias como SDN e NFV.
A fase de implementação abrange a instalação de hardware, configuração de dispositivos e a integração com sistemas existentes, contando com ferramentas de automação e gestão de configuração para agilizar o processo. Após a implementação, a rede exige monitoramento contínuo, manutenção preventiva e resolução de problemas, sendo essenciais as ferramentas de monitoramento em tempo real e os sistemas de gestão de rede para assegurar o funcionamento eficiente e seguro da infraestrutura.

## Padrões e protocolos

### Organizações de padronização
Várias organizações são responsáveis pela padronização das tecnologias de rede, incluindo o Institute of Electrical and Electronics Engineers (IEEE), a Internet Engineering Task Force (IETF) e a International Telecommunication Union (ITU). Essas organizações desenvolvem e mantêm os padrões que garantem a interoperabilidade entre diferentes dispositivos e redes.

### Principais padrões de rede
Alguns dos principais padrões de rede incluem o IEEE 802.11 (Wi-Fi), que define as tecnologias de redes sem fio, e o IPv6, que amplia o espaço de endereçamento da Internet. O 5G NR (New Radio) é o padrão mais recente para redes móveis, oferecendo maior velocidade e conectividade para uma ampla gama de dispositivos.

### Evolução dos protocolos
Os protocolos de rede evoluíram significativamente ao longo dos anos. Por exemplo, o IPv4, que era o protocolo dominante desde a criação da Internet, está gradualmente sendo substituído pelo IPv6 devido à escassez de endereços IP. Da mesma forma, o HTTP, usado para transferir dados na Web, evoluiu de HTTP/1.1 para HTTP/3, oferecendo maior eficiência e segurança.

## Aplicações e impacto

### Redes empresariais
As redes empresariais são projetadas para suportar as operações de negócios, conectando departamentos, filiais e data centers. Soluções como SD-WAN (Software-Defined Wide Area Network) e VPNs são comumente utilizadas para garantir conectividade segura e eficiente.

### Redes domésticas
Redes domésticas, geralmente baseadas em Wi-Fi, conectam dispositivos como computadores, smartphones e smart TVs dentro de uma residência. Com o crescimento das smart homes, que incluem dispositivos como termostatos inteligentes e câmeras de segurança, as redes domésticas tornaram-se mais complexas e exigem maior segurança e gerenciamento.

### Redes em ambientes industriais
As redes industriais são utilizadas para conectar máquinas, sensores e sistemas de controle em fábricas e outras instalações industriais. Essas redes, parte do conceito de Indústria 4.0 e IIoT (Industrial Internet of Things), são projetadas para operar em ambientes exigentes e requerem alta confiabilidade e baixa latência.

### Redes e sociedade
A conectividade proporcionada pelas redes tem um impacto profundo na sociedade, desde a inclusão digital e a economia digital até o surgimento de novas formas de trabalho e comunicação. As redes desempenham um papel crucial na redução das barreiras geográficas, na educação à distância e no acesso a serviços governamentais e de saúde.